# Luiz Paulo Conde
Luiz Paulo Fernández Conde ComMM (Rio de Janeiro, 6 de agosto de 1934 – Rio de Janeiro, 21 de julho de 2015) foi um arquiteto e político brasileiro filiado ao Partido do Movimento Democrático Brasileiro (PMDB). Foi prefeito da cidade do Rio de Janeiro, vice-governador do estado homônimo e secretário municipal de Urbanismo.

## Vida pessoal
Quarto filho de Jose Ramon Conde Rivas, empresário e industrial galego e de Amália Lorenzo Fernandez, cantora lírica e musicista, de ascendência galega. Era também sobrinho do compositor Oscar Lorenzo Fernandez. Estudou, na juventude, nos Colégios Lafayette e Mello e Souza. Casou-se em 1959 com a colega de faculdade Rizza Conde, arquiteta e artista plástica, com quem teve três filhos: Marcelo, Marcos e Maria Eliza.

## Carreira na Arquitetura
Graduou-se em 1959, na Faculdade Nacional de Arquitetura da Universidade do Brasil (atual UFRJ) e trabalhou no desenvolvimento do projeto do Museu de Arte Moderna do Rio (MAM), como colaborador de Affonso Eduardo Reidy.
Fundou o escritório Luiz Paulo Conde e Arquitetos, em Santa Teresa. Foram projetos seus as 50 escolas e centros de treinamento poliesportivos para o Governo Carlos Lacerda, o projeto arquitetônico junto a Flávio Marinho Rego,  do Campus Universitário Francisco Negrão de Lima da (UERJ) e as escolas da Fundação Bradesco.[carece de fontes?]
Em 1963 foi vencedor de prêmios do Instituto dos Arquitetos do Brasil (IAB-Rio) com os projetos para as escolas da Fundação Otávio Mangabeira, o bar do Aeroporto do Galeão e o Condomínio Residencial Cachoeira da Barra. Em 1987, na II Bienal Internacional de Buenos Aires, ganhou o Prêmio Interieur Forma, com o projeto para o Ginásio Esportivo em Osasco (1989). Em 1997 recebeu da Argentina o Prêmio Vitruvio 96 para a arquitetura latino-americana. Também na Argentina ganhou o Prêmio Grand Prix Ambiente concedido pela Fundação CEPA (Centro de Estudos e Proteção ao Ambiente).
Foi professor da Faculdade de Arquitetura da UFRJ, na qual também atuou como diretor. Ocupou, por duas vezes, a presidência do Instituto de Arquitetos do Brasil.
Os projetos de seu escritório foram expostos na mostra de arquitetura brasileira no CAYC (Buenos Aires, 83); na Internacionalle Bauausstellung (Berlim, 84); na Mostra de Arquitetura Brasileira e Argentina (Nova Orleans, 85); I, II, III e IV Bienais Internacionais de Arquitetura (Buenos Aires, 85, 87, 89 e 91); Arquitetos Brasileiros (Paris, Dortmund e Frankfurt, 87); Brasil Auto-retrato (Zurique, 92), e na Latin American Architeture (Chicago, 92). Participou, entre várias, da Delegação Brasileira do Congresso Internacional de Arquitetos, Unesco (Madri, 74) e da Assembleia Geral da União Internacional de Arquitetos (Veneza, 74).
Foi jurado, a convite do governo francês, do concurso para o último grande museu em Paris, o Museu de Artes e Civilizações. Julgou trabalhos de Christian de Portzamparc, Norman Foster, Peter Eisenman e Jean Nouvel.
Sua obra arquitetônica foi descrita e homenageada no livro Luiz Paulo Conde, Un Arquitecto Carioca, lançado em 1994 na Bienal Panamericana de Quito, Equador.

## Carreira política
Ocupou os cargos de secretário municipal de Urbanismo na primeira gestão de Cesar Maia (1993-1996), secretário estadual de Articulação Governamental no Governo Anthony Garotinho (1999-2002), secretário de Meio Ambiente e Desenvolvimento Urbano do Governo Rosinha Matheus (2003-2006) e secretário de Cultura do Governo Sérgio Cabral Filho. Foi presidente de Furnas de agosto de 2007 a setembro de 2008.

### Atuação à frente da Prefeitura
Em 1996, estreante em eleições municipais, o então secretário de urbanismo Luiz Paulo Conde foi lançado pelo PFL à sucessão do prefeito César Maia. Conde foi escolhido pelo próprio César, sendo apontado por ele como o idealizador de projetos como Rio-Cidade, Favela-Bairro e a construção da Linha Amarela.  Foi eleito prefeito no segundo turno derrotando Sergio Cabral Filho, candidato do PSDB.
Conde assumiu a prefeitura e trouxe à pauta novos temas urbanísticos, que só seriam implementados alguns anos depois, na gestão de Eduardo Paes.
Dentre suas propostas estavam a revitalização da região portuária, com destaque para seu patrimônio cultural e histórico e a abertura de bulevares, privilegiando sempre os pedestres, a exemplo das Ramblas da cidade de Barcelona, Espanha. Foram propostas suas também a abertura de um túnel na Grota Funda, que liga Barra a Sepetiba, e a implantação de VLT no Centro.
Em sua gestão, levou à frente a renovação de pontos do Centro do Rio, como por exemplo Rua 1º de Março e a Rua do Lavradio, que deram origem ao ressurgimento cultural e turístico do bairro da Lapa e do centro histórico.
Para melhor entender a atuação política do arquiteto Luiz Paulo Conde como secretário e prefeito, uma palavra-chave seria requalificação: social, educacional e urbana. As intervenções programadas em seu governo concentraram-se em pontos nevrálgicos do Rio de Janeiro, a começar pelas favelas, para as quais várias administrações anteriores tinham dado soluções excludentes.
Ao propor a inclusão das favelas no conjunto da cidade, o Favela-Bairro respeitou vínculos sociais e culturais, dando fim ao conceito até então predominante de remoção. As comunidades de favelas foram servidas de água, luz e rede de esgoto, com acesso a serviços públicos e espaços urbanos de qualidade, assim como a diversos programas sociais.
Em 1997, Conde foi admitido pelo presidente Fernando Henrique Cardoso à Ordem do Mérito Militar no grau de Comendador especial.
Sua atuação como prefeito foi reconhecida internacionalmente. Foi presidente da União das Cidades Capitais Ibero-Americanas (UCCI), presidente da Assembleia Geral da União de Cidades Capitais Luso-Afro-Américo-Asiáticas (UCCLA), vice-presidente da Sociedade Mundial das Grandes Metrópoles, membro do Conselho Executivo da União Internacional das Autoridades Locais (IULA), presidente do Conselho Executivo do Plano Estratégico da Cidade do Rio de Janeiro, representante da prefeitura carioca no Conselho para a conquista das Olimpíadas de 2004, membro do Conselho Executivo da Liga das Cidades Históricas, presidente do Centro Ibero-Americano de Desenvolvimento Estratégico Urbano (CIDEU).
Em 1999, depois da derrota de César Maia ao governo do Rio em 1998, Conde rompe com Cesar, que havia saído do PFL e ido para o PTB para se candidatar a prefeito, já que Conde era candidato a reeleição pelo PFL.
Conde se lança candidato a reeleição em 2000. Liderou a disputa todo processo eleitoral vencendo o primeiro turno. No segundo turno Conde liderou todas as pesquisas porém nos últimos dias de campanha, Conde deu algumas declarações de gosto duvidoso, dizendo que "mentia menos que César Maia" e que "o Metrô da Pavuna foi um erro". Tais declarações foram exploradas em demasia por seu adversário, que colocou carros com auto-falantes na saída da estação Pavuna repetindo exaustivamente a última frase, vista como preconceituoso pelos moradores da Zona da Leopoldina. Por conta disso César Maia foi eleito prefeito com 51% do votos, derrotando Conde que teve 49%.

### Após a Prefeitura
Após as eleições, Conde filiou-se ao Partido Socialista Brasileiro, pelo qual foi eleito vice-governador na chapa encabeçada por Rosinha Matheus nas eleições de 2002. Em 2003, Conde acompanhou a decisão de Garotinho de trocar o PSB pelo PMDB, partido pelo qual se candidatou mais uma vez a prefeito, terminando dessa vez em terceiro lugar, atrás de César Maia e Marcelo Crivella.
Após passar a vice-governadoria para Luiz Fernando Pezão, Conde assumiu, a convite do governador Sérgio Cabral, a secretaria estadual de Cultura, sendo posteriormente indicado pelo PMDB para a presidência de Furnas, onde permaneceu até outubro de 2008.
Em 2001, Conde fundou Vivercidades, uma organização não-governamental voltada para a capacitação de quadros, a idealização e o desenvolvimento de soluções relacionadas a políticas públicas. O seu acervo pessoal de arte, arquitetura, urbanismo e design foi doado à ONG Vivercidades, cuja biblioteca foi inaugurada em fevereiro de 2008 com cerca de 3.000 livros e 4.500 números de 174 periódicos especializados.
No dia 3 de junho de 2016, foi inaugurada e batizada em sua homenagem a Orla da Guanabara Prefeito Luiz Paulo Conde, com 3,5k de extensão, e que liga o Armazém 8 do Cais do Porto, passando pelo Museu do Amanhã, e chega até a Praça XV, onde está instalado o Museu Histórico Nacional.

## Morte
Estava internado há cerca de um ano no Hospital Samaritano, em Botafogo, na Zona Sul do Rio de Janeiro, para tratamento de um câncer na próstata, quando, na madrugada do dia 21 de julho de 2015, por volta das 3 da manhã, veio a falecer aos 80 anos de idade. Foi casado com Rizza Conde, deixando ainda três filhos e dez netos. Foi sepultado no Cemitério de São João Batista.